# Muang Sainyabuli
Muang Sainyabuli, auch Xayabury (Lao: ໄຊຍະບູລີ), ist die Hauptstadt der Provinz Sainyabuli in Laos. Sie liegt an der Nationalstraße 4, die sie zusammen mit der Nationalstraße 13 mit dem etwa 80 Kilometer nordöstlich gelegenen Luang Prabang und mit der thailändischen Grenze über den Luang Prabang Range im Südwesten verbindet. Der Flughafen Sainyabuli liegt südwestlich der Stadt.
Die Hauptstadt liegt an den Ufern des Nam Hung, einem Nebenfluss des Mekong am nördlichen Ende der Provinz. Die Gegend ist angeblich ein Kerngebiet für die Beteiligung des Militärs am illegalen Holzhandel.

## Bevölkerung
Bei der Volkszählung 2015 lag die Einwohnerzahl bei 31.482.

## Sehenswürdigkeiten
Wat Si Bun Huang, ein über 500 Jahre alter buddhistischer Tempel, liegt im südlichen Teil der Stadt. Ebenfalls erwähnenswert sind der Wat Si Phan Don, der für seine diamantförmige Stupa bekannt ist, und der Wat Sisavang Vong, der angeblich von König Sisavang Vong selbst an der Stelle eines früheren Tempels errichtet wurde. In der Stadt gibt es ein Museum und eine Bibliothek sowie zwei Busbahnhöfe, die jeweils etwa 2 Kilometer nördlich und südlich der Stadt liegen.